# Buais-Les-Monts
Ne pas confondre avec Bures-les-Monts, commune limitrophe de la Manche située dans l'arrondissement de Vire (Calvados).
Buais-Les-Monts est, depuis le 1er janvier 2016, une commune nouvelle française située dans le département de la Manche en région Normandie, peuplée de 612 habitants. Elle est créée par la fusion de deux communes, sous le régime juridique des communes nouvelles. Les communes de Buais et Saint-Symphorien-des-Monts deviennent des communes déléguées.

## Géographie
La commune est en Sud-Manche, limitrophe de la Mayenne.

### Hydrographie
La commune est traversée par la ligne de partage des eaux entre les bassins hydrographiques Seine-Normandie et Loire-Bretagne. Elle est drainée par la Colmont, le ruisseau de Bahan, le ruisseau de Mesnelle, le ruisseau du Moulin du Pré, la Roulante, le ruisseau d'Alence, le ruisseau de la Tabuere, le ruisseau du Marignon, le cours d'eau 01 de la Grande Cherlais, le cours d'eau 01 de la Guillaumière, le cours d'eau 01 de la Tertonnière, le cours d'eau 01 de l'Oucherie, le cours d'eau 01 du Galet, le cours d'eau 02 de Poncel, le cours d'eau 10 de la Bruyère, le fossé 01 de la Blanchais, le fossé 01 de la Jamondière, le fossé 01 de la Quinetière, le fossé 01 du Parc Zoologique, le fossé 02 du Parc Zoologique, le fossé 02 du Vieux Bourg, le ruisseau de Chevrier, le ruisseau de la Tabuère, le ruisseau de Noire Eau, le ruisseau des Quartiers et le ruisseau du Gue de Ferrieres,,.
La Couesnon, d'une longueur de 50 km, prend sa source dans la commune de Fougerolles-du-Plessis et se jette  dans la Mayenne à Saint-Loup-du-Gast, après avoir traversé 16 communes. 
Le ruisseau de Bahan, d'une longueur de 11 km, prend sa source dans la commune  et se jette  dans la Sélune à Lapenty, après avoir traversé trois communes. 
Le ruisseau de Mesnelle, d'une longueur de 10 km, prend sa source dans la commune  et se jette  dans la Sélune à Mortain-Bocage, après avoir traversé trois communes. 
Le ruisseau du Moulin du Pré, d'une longueur de 15 km, prend sa source dans la commune de Fougerolles-du-Plessis et se jette  dans un bras de l'Airon à Landivy, après avoir traversé cinq communes. 

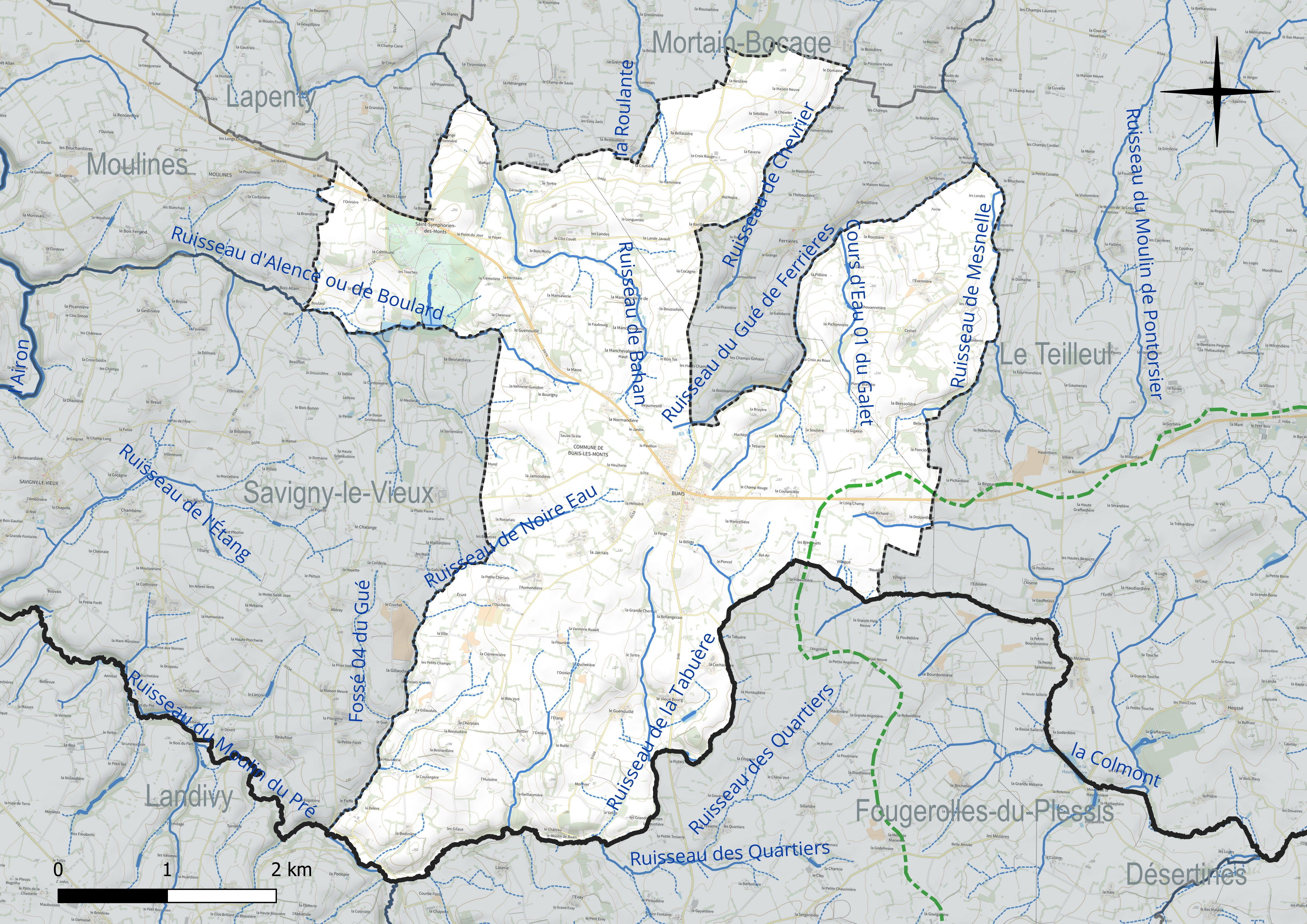
Réseau hydrographique de Buais-Les-Monts.

Un plan d'eau complète le réseau hydrographique : les étangs des Roches, d'une superficie totale de 4,9 ha (2,2 ha sur la commune),.

### Climat
Pour des articles plus généraux, voir Climat de la Normandie et Climat de la Manche.
En 2010, le climat de la commune est de type climat océanique franc, selon une étude du CNRS s'appuyant sur une série de données couvrant la période 1971-2000. En 2020, Météo-France publie une typologie des climats de la France métropolitaine dans laquelle la commune est exposée à un climat océanique et est dans la région climatique Bretagne orientale et méridionale, Pays nantais, Vendée, caractérisée par une faible pluviométrie en été et une bonne insolation. Parallèlement le GIEC normand, un groupe régional d’experts sur le climat, différencie quant à lui, dans une étude de 2020, trois grands types de climats pour la région Normandie, nuancés à une échelle plus fine par les facteurs géographiques locaux. La commune est, selon ce zonage, exposée à un « climat contrasté des collines », correspondant au Bocage normand, bien arrosé, voire très arrosé sur les reliefs les plus exposés au flux d’ouest, et frais en raison de l’altitude.
Pour la période 1971-2000, la température annuelle moyenne est de 10,3 °C, avec une amplitude thermique annuelle de 13,2 °C. Le cumul annuel moyen de précipitations est de 1 032 mm, avec 14,9 jours de précipitations en janvier et 9,1 jours en juillet. Pour la période 1991-2020, la température moyenne annuelle observée sur la station météorologique la plus proche, située sur la commune de Saint-Hilaire-du-Harcouët à 11 km à vol d'oiseau, est de 11,5 °C et le cumul annuel moyen de précipitations est de 929,5 mm,. Pour l'avenir, les paramètres climatiques de la commune estimés pour 2050 selon différents scénarios d’émission de gaz à effet de serre sont consultables sur un site dédié publié par Météo-France en novembre 2022.

## Urbanisme

### Typologie
Au 1er janvier 2024, Buais-Les-Monts est catégorisée commune rurale à habitat très dispersé, selon la nouvelle grille communale de densité à sept niveaux définie par l'Insee en 2022.
Elle est située hors unité urbaine et hors attraction des villes,.

## Toponymie
Le nom est composé du nom de la principale commune, Buais, avec comme suffixe Les-Monts rappelant Saint-Symphorien-des-Monts. La graphie officielle est Buais-Les-Monts.

## Histoire

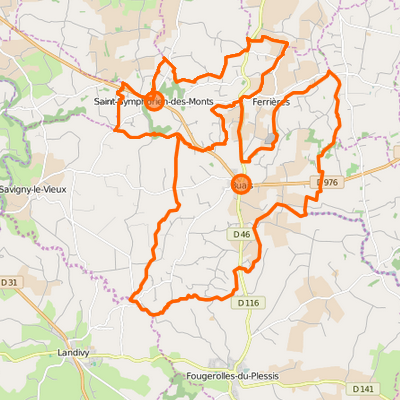
Les deux communes déléguées.

Concrétisant un projet évitant la fusion avec Saint-Hilaire, jugé trop éloigné, la commune est créée le 1er janvier 2016 par un arrêté préfectoral du 9 décembre 2015, par la fusion de deux communes, sous le régime juridique des communes nouvelles instauré par la loi no 2010-1563 du 16 décembre 2010 de réforme des collectivités territoriales. Les communes de Buais et Saint-Symphorien-des-Monts deviennent des communes déléguées et Buais est le chef-lieu de la commune nouvelle.

## Politique et administration
En attendant les élections municipales de 2020, le conseil municipal élisant le maire est composé des conseillers municipaux des deux communes. 
| Période      | Période  | Identité        | Étiquette | Qualité     |
| ------------ | -------- | --------------- | --------- | ----------- |
| janvier 2016 | En cours | Éric Courteille |           | Agriculteur |

## Démographie
| Nom                        | Code Insee | Intercommunalité                | Superficie (km2) | Population (dernière pop. légale) | Densité (hab./km2) |
| -------------------------- | ---------- | ------------------------------- | ---------------- | --------------------------------- | ------------------ |
| Buais (siège)              | 50090      | CC de Saint Hilaire du Harcouët | 17,92            | 490 (2021)                        | 27                 |
| Saint-Symphorien-des-Monts | 50557      | CC de Saint Hilaire du Harcouët | 6,81             | 125 (2021)                        | 18                 |

L'évolution du nombre d'habitants est connue à travers les recensements de la population effectués dans la commune depuis sa création.
En 2022, la commune comptait 612 habitants, en évolution de −2,7 % par rapport à 2016 (Manche : −0,31 %, France hors Mayotte : +2,11 %).
| 2014 | 2019 | 2022 |
| ---- | ---- | ---- |
| 643  | 611  | 612  |

## Culture locale et patrimoine

### Lieux et monuments

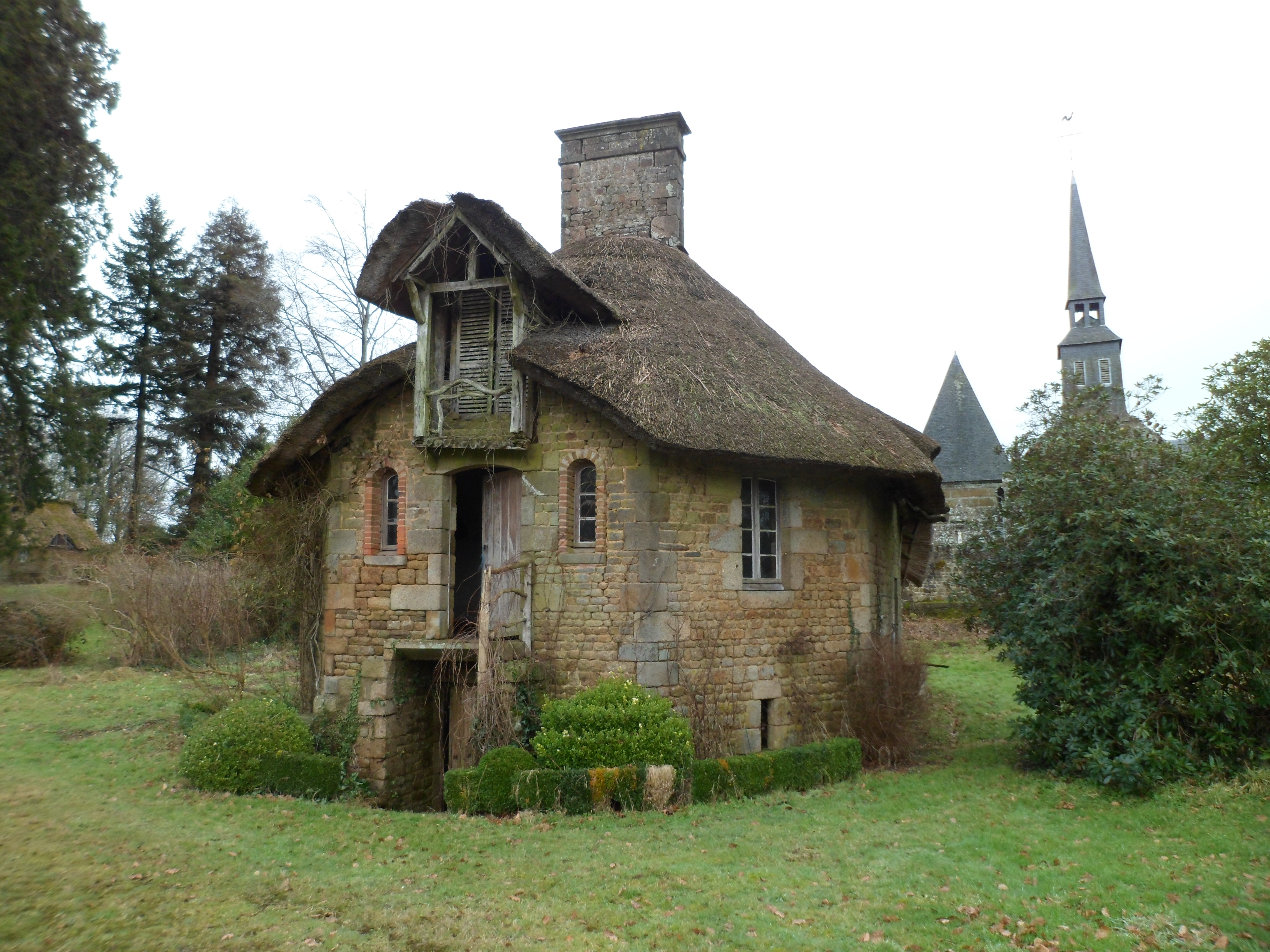
Chaumière dite « Maison du jardinier ».

L'église Sainte-Anne est construite en 1859 en remplacement de l'ancienne église Saint-Paterne (ou Saint-Pair). Elle abrite une statue de saint Paterne du XVIe siècle et un bénitier du XVIIe siècle classés à titre d'objets aux Monuments historiques,.
Le village de Saint-Symphorien, unique et préservé, comprend des bâtiments en pierre et ardoise du pays, une ferme modèle du XVIIIe siècle et une chaumière du XVIe siècle inscrite au titre des Monuments historiques.
Le parc de l'ancien château de Saint-Symphorien-des-Monts abrite une chaumière du XVIIIe siècle, il a été reconverti en parc animalier et floral, fermé après la tempête de 1999. Une association a été créée pour rouvrir le parc. Au sein de ce parc, l'allée couverte des Cartesières est une tombe mégalithique, classée à l'inventaire des monuments historiques.
L'église Saint-Symphorien date du XVIIe siècle.

## Pour approfondir